# Aeschynanthus curvicalyx
Aeschynanthus curvicalyx là một loài thực vật có hoa trong họ Tai voi. Loài này được Mendum mô tả khoa học đầu tiên năm 2001.